# Zembrze
Zembrze – wieś w Polsce położona w województwie kujawsko-pomorskim, w powiecie brodnickim, w gminie Brzozie.

## Podział administracyjny
W latach 1975–1998 miejscowość administracyjnie należała do województwa toruńskiego. W skład wsi wchodzi osada Sośno Królewskie.

## Demografia
Według Narodowego Spisu Powszechnego (III 2011 r.) liczyło 256 mieszkańców. Jest czwartą co do wielkości miejscowością gminy Brzozie.

## Historia
W pierwszej połowie grudnia 1906 r. w miejscowej szkole elementarnej odbył strajk dzieci przeciwko nauczaniu religii w języku niemieckim (jego dokładny przebieg nie jest znany). Z uczestników strajku znane są tylko nazwiska następujących dzieci: W., J. Seroczyńscy. Strajk był elementem znacznie większej akcji biernego oporu wobec pruskich władz szkolnych, która na przełomie 1906 i 1907 r. objęła ponad 460 (!) szkół w prowincji Prusy Zachodnie, czyli przedrozbiorowe Pomorze Gdańskie, Powiśle, ziemię chełmińską i ziemię lubawską oraz część Krajny. Inspiracją dla strajków pomorskich były wcześniejsze działania dzieci w prowincji wielkopolskiej, ze słynnym strajkiem we Wrześni (1901) na czele.

## Obiekty zabytkowe
Na terenie wsi znajduje się zabytkowa szkoła z XIX wieku.